# Вулиця Вагонна (Львів)
Ву́лиця Ваго́нна — вулиця у Залізничному районі міста Львова, у місцевості Богданівка. Пролягає від вулиці Мостової до вулиці Зоряної. Прилучаються вулиці Сигнальна та Олекси Гірника (колишня Вагонна бічна).

## Історія та забудова
Вулиця виникла на початку XX століття, у 1934 році отримала сучасну назву (за часів німецької окупації — Ваґґонґассе). Назва вулиці Вагонної, як і сусідніх вулиць Сигнальної, Паровозної, Кондукторської тощо, пов'язана із близькістю Головного та Приміського вокзалів Львова: на початку XX століття цей район заселявся переважно працівниками залізниці.
Забудова вулиці складається з приватних будинків 1930-х—2000-х років та дев'ятиповерхових житлових будинків 1970-х років.